# Andrés Nusser
Andrés Nusser (Osorno, 22 de noviembre de 1983) es un cantante, compositor, multiinstrumentista y productor musical, conocido por ser el vocalista de la banda chilena Astro.

## Biografía
Nació y vivió hasta los 19 años en Osorno, donde estudió en el Colegio Alemán y en el Colegio San Mateo. Posteriormente se fue a vivir a Santiago y estudió dos años canto, guitarra y armonías en la Escuela Moderna de Música.  

### Astro
El cuarteto se formó hacia fines del 2008 con la unión de los duetos entre Andrés Nusser y Octavio Caviares (compañeros en la Escuela Moderna de Música), y el de Nicolás Arancibia y Daniel Varas; estos últimos, ocupados hasta entonces en el dúo Moustache! La banda trabajó rápidamente los arreglos para una serie de composiciones originales de Nusser, y en unos pocos meses tenían ya listo el EP Le disc de Astrou (2009). En 2011 sacaron su primer álbum de estudio, con canciones compuestas y producidas por Nusser.

### Karakoram
Andrés ha trabajado de forma paralela en Karakoram Mekong, proyecto del cual ha presentado algunos avances a través de YouTube y Soundcloud a mediados de 2014. A diferencia de sus trabajos anteriores, las voces están hechas en español tanto como en inglés.

## Discografía

### ConAstro
- 2009: Le disc de Astrou (EP)
- 2011: Astro
- 2015: Chicos de la luz

Productor
- 2011: Astro (de Astro)
- 2012: Las Cruces (de Protistas)

Colaboraciones
- 2013: Careta (de Gonzalo Yáñez)
- 2013: Carnaval (de Poncho)
- 2013: The New World (de Poncho)
- 2014: Sincronía, Pegaso (de Javiera Mena)
- 2017: Plan de Vuelo (de Morbo y Mambo)